# گوشت کروکدیل

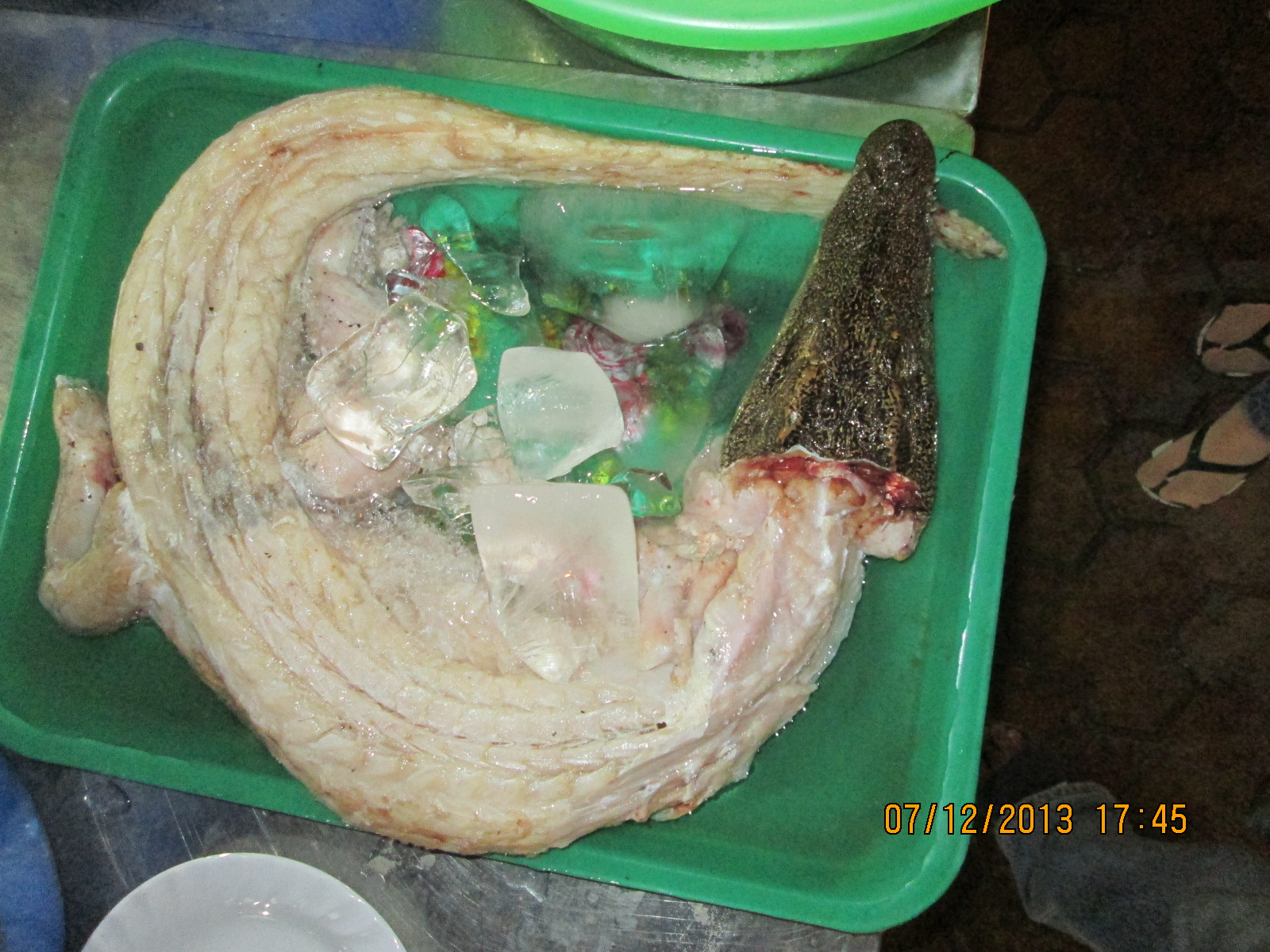
گوشت کروکدیل در رستورانی در ویتنام

گوشت کروکدیل یا تمساح، یکی از خوراک‌های مردمان است که از شکار یا کشتار گونه‌های کروکدیل (مانند سوسمار، گاندو، تمساح و …) فراهم می‌شود. در دوران باستان و امروزه این گوشت بخشی از غذاهای نیمه پایینی ایالات متحده آمریکا بوده‌است. تخم کروکدیل نیز خوردنی است. گوشت کروکدیل با درصد بالای پروتئین و درصد پایین چربی یک غذای سودمند به‌شمار می‌آید. گوشت کروکدیل، گوشتی خوشمزه و نیز دارای بافتی سفت شمرده می‌شود. در ایالات متحده آمریکا، آن را تنها می‌توان از مزرعه‌های قانونی پرورش کروکدیل فراهم کرد که در فروشگاه‌های مواد غذایی ویژه یا برخی از فروشگاه‌های مواد غذایی به فروش می‌رسد، همچنین می‌توان این گوشت را از راه پست نیز سفارش داد. برخی از شرکت‌های آمریکایی گوشت تمساح را تنها از دم تمساح‌ها فراهم و فراوری می‌کنند. این گوشت را همچنین می‌توان غذای حیوان خانگی کرد.

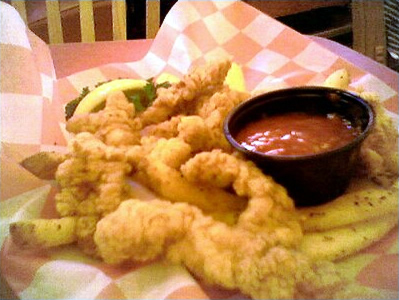
دُم سوخاری شده کروکدیل در رستورانی در تگزاس

## ترکیبات
گوشت کروکدیل شامل ۱۴۳ کالری در یک وعده ۳/۵ اونس، ۲۹ گرم پروتئین، ۳ درصد چربی و ۶۵ میلی‌گرم کلسترول است. این گوشت همچنین مقدار چشمگیری فسفر، پتاسیم، ویتامین B12، نیاسین و اسیدهای چرب اشباع نشده دارد. گوشت کروکدیل مزه ای دلپذیر و بافتی سفت دارد. مزه آن مانند گوشت بلدرچین همراه با مزه ملایم ماهی است. برای خوردن گوشت کروکدیل معمولاً باید آن را خوب جوید، البته این موضوع به روش آماده‌سازی آن بستگی دارد.

## فواید درمانی
باور بر این است که بیشتر گوشت خزندگان از جمله کروکودیل می‌تواند آسم را درمان کند. آسم در واقع آلرژی است که در دستگاه تنفسی رخ می‌دهد. مردم چینی سعی می‌کنند با مخلوط کردن گوشت کروکودیل و جنسینگ آسم را درمان کند.

## عوارض و خطرات

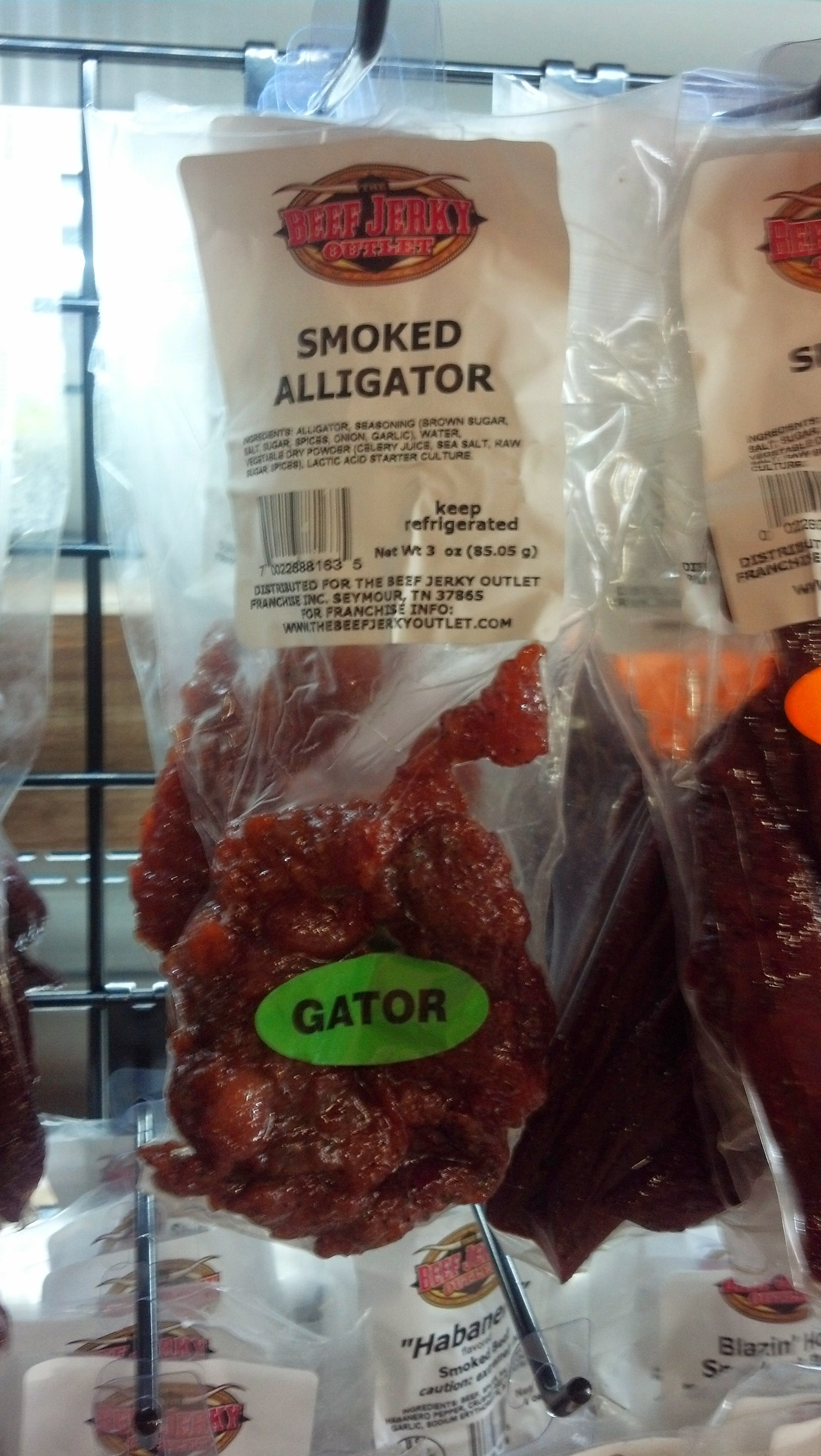
گوشت دودی شده کروکدیل در مغازه‌ای در ویسکانسین

این گوشت می‌تواند حاوی باکتری‌های مضر مانند سالمونلا باشد که عامل ایجاد مشکلات گوارشی و اسهال و عفونت سالمونلا شود، عفونت سالمونلا همچنین می‌تواند سبب آسیب دیدن سلول‌های کبدی شود. پروتئین و اسید آمینه موجود در گوشت کروکودیل همچنین می‌تواند باعث ایجاد واکنش‌های آلرژیک در افراد بشود.

گوشت کروکودیل دارای مقداری زیادی جیوه است که می‌تواند برای زنان باردار خطرناک باشد.

## روش پخت
روش‌های مختلفی برای پختن گوشت کروکدیل وجود دارد، از جمله نازک کردن، تکه‌تکه کردن، سرخ کردن در روغن زیاد، تفت دادن، کباب کردن و دودی کردن. گوشت کروکدیل در غذاهایی مانند گامبو و غذاهای سنتی لوئیزیانا، کرئول استفاده می‌شود.
در میان قسمت‌های مختلف گوشت کروکدیل معمولاً گوشت دم حیوان و ستون مهره‌های آن (راسته و فیله) است که «بهترین انتخاب برش» نام گرفته‌است.

## تاریخچه
در میانهٔ قرن هیجدهم، گوشت کروکدیل در غذاهای محلی در جنوب ایالات متحدهٔ آمریکا مورد استفاده قرار می‌گرفت. در طول این دوره، گوشت کروکدیل در قالب غذاهایی همچون گامبو مورد استفاده قرار می‌گرفت.
در اوایل قرن نوزدهم، تخم کروکدیل در بخش‌های گسترده‌ای از ایالات متحدهٔ جنوبی مورد استفاده قرار می‌گرفت.